# كريس مارتينيز (موسيقي)
كريس مارتينيز (بالإنجليزية: Kris Martinez)‏ هو موسيقي أمريكي، ولد في 1 سبتمبر 1980 في لوس أنجلوس في الولايات المتحدة.